# Sakata Megumi
Sakata Megumi (坂田 恵 (Phản-Điền Huệ) Sakata Megumi, sinh ngày 18 tháng 10 năm 1971) là một cựu cầu thủ bóng đá nữ người Nhật Bản.

## Đội tuyển bóng đá nữ quốc gia Nhật Bản
Sakata Megumi thi đấu cho đội tuyển bóng đá nữ quốc gia Nhật Bản từ năm 1989 đến 1996.

## Thống kê sự nghiệp
| Nhật Bản  | Nhật Bản | Nhật Bản |
| Năm       | Trận     | Bàn      |
| --------- | -------- | -------- |
| 1989      | 1        | 0        |
| 1990      | 2        | 0        |
| 1991      | 3        | 0        |
| 1992      | 0        | 0        |
| 1993      | 1        | 0        |
| 1994      | 1        | 0        |
| 1995      | 1        | 0        |
| 1996      | 1        | 0        |
| Tổng cộng | 10       | 0        |